# Gianni Vernetti
Gianni Vernetti, född 27 november 1960 i Torino, är en italiensk journalist och politiker som är en del av det Demokratiska partiet (Italien). 
Han valdes till Italiens deputeradekammare i 2001 och 2008 och till Italiens senat i 2006. Han är gift med Laura De Donato, journalist. De har fyra barn.
Från och med maj 2020 blir han kolumnist för La Repubblica där han skriver många ledare, rapporter och intervjuer som beskriver de viktigaste globala kriserna, den växande konfrontationen mellan demokratier och auktoritära regimer, de nya hoten mot internationell säkerhet, utmaningarna mot väst från Rysslands och Kinas regimer.
I mars 2022 publicerade han volymen Dissidenti för Rizzoli där han analyserar den växande konfrontationen mellan demokratier och autokratier genom att följa med läsaren på en resa genom bergen i Kurdistan, där de kurdiska krigarna besegrade ISIS:s jihadistiska milis; på Himalayas sluttningar, där en handfull modiga munkar räddade den tusenåriga tibetanska kulturen; i det lilla och stridbara Litauen, som upplevde 1900-talets totalitarism och idag välkomnar oliktänkande från Ryssland och Vitryssland; på ön Taiwan, som står emot kinesisk auktoritarism.